# Кловсюти
Кловсюти (біл. вёска Клоўсюці) — село в складі Вілейського району Мінської області, Білорусь. Село підпорядковане Нарочанській сільській раді, розташоване в північній частині області.